# Conservatorismo sociale
Il conservatorismo sociale è innanzitutto il complesso delle teorie politiche sostenute dal conservatorismo sui temi della giustizia sociale, nonché un’ideologia di destra che pone l'accento sul potere tradizionale rispetto al pluralismo sociale e cerca di frenare o invertire il cambiamento sociale e il progresso, opponendosi ad alcuni diritti civili in materia di divorzio, matrimoni omosessuali, aborto, eutanasia, antiproibizionismo.
Il sociologo Harry F. Dahms sostiene come il conservatorismo sociale si riferisca a un "impegno" per i valori tradizionali riguardanti sostanzialmente il patriottismo, le strutture familiari,  il possesso di armi e le invasioni militari. 
I conservatori sociali appoggiano anche il diritto da parte delle istituzioni religiose di partecipare alla sfera pubblica, in opposizione a forme di ateismo e laicismo.

## Concetti di base
Sebbene sostenuto e studiato fin dalla storia antica, il suo significato attuale si riferisce essenzialmente allo sviluppo nella società industriale dell'era moderna, utilizzando come punto di partenza la critiche storiche e sociali alle rivoluzioni di fine XVIII secolo in America e Francia, critiche sviluppate in modo preciso nei lavori di Edmund Burke e in epoca recente da sociologi quali Robert Nisbet e Russel Kirk.
Secondo la una classica definizione è una teoria politica, storica e sociale che tende a opporsi ai mutamenti sociali, preferendo mantenere inalterati nel tempo gli usi e costumi preesistenti, nonché la riorganizzazione della divisione in classi sociali e a ritenerne preferibile una sostanziale immutabilità o lenta e prudente modifica, pur nel passare del tempo e al mutare delle istanze, tendendo a un mantenimento dello "status quo".
Tende anche a ridurre le possibilità di mobilità sociale, ovvero il passaggio da una classe sociale a un'altra, soprattutto a una superiore, per i ceti ritenuti subordinati, le cui istanze sociali devono essere regolate in base alle decisioni delle classi dirigenti e strettamente secondo quelle che sono le tradizioni o le leggi già preesistenti. Ne consegue che spesso queste posizioni politiche considerano in modo assai guardingo e sospetto la evoluzione della società, valutandone le modificazioni con estrema prudenza rispetto al reale svolgersi, cercando comunque di frenarle o ritardarle.
Anche le tutele dello Stato sociale sono considerate importanti e debbono essere distribuite alle classi deboli in modo moderato, secondo la generale visione liberista dello Stato, e sovente con criteri legati a una generosità compassionevole elargita dalle classi dirigenti, piuttosto che considerate come insite nelle regole sociali obbligatorie per uno stato di diritto a tutela delle classi meno abbienti.
La diversità di ceto e classe è considerata valore fondante delle politiche conservatrici, contrarie ad uno Stato egualitario, essendo invece favorevoli alle regole del darwinismo sociale e del "laisser faire".
Questo ha anche portato a considerazioni critiche su altre istanze dell'evoluzione dello stato sociale, spesso appoggiandosi anche al conservatorismo sociale espresso dalle religioni, quali il rifiuto dell'omosessualità, la pari dignità lavorativa e di voto fra i sessi e dure critiche su divorzio e aborto.
Tali politiche sono parte integrante, in varie forme e secondo diversi gradi di severità, dei programmi di governo dei partiti conservatori, generalmente ritenuti propri dell'area moderata e di destra.
Talvolta i conservatori sociali sono assimilati ai cristiano-democratici, sebbene nel conservatorismo diverse personalità non siano necessariamente cristiane, quanto invece propense a sottolineare i loro principi nell'ambito dei valori della religione predominante nel proprio paese per difendere la tradizione sociale, etica e morale della propria nazione, opponendosi strenuamente, come detto,  ad aborto, matrimoni omosessuali ed eutanasia.